# Humaid Fakher
Humaid Fakher (Emiratos Árabes Unidos; 3 de noviembre de 1978) es un exfutbolista de los Emiratos Árabes Unidos que jugaba en la posición de defensa.

## Carrera

### Club
| Periodo   | Club       |
| --------- | ---------- |
| 1997-2009 | Al-Ain FC  |
| 2009–2010 | Baniyas SC |

### Selección nacional
Jugó para Emiratos Árabes Unidos en 49 ocasiones de 2000 a 2007 y participó en dos ediciones de la Copa Asiática.

## Logros
- UAE Pro League (5): 1997–98, 1999–00, 2001–02, 2002–03, 2003–04
- Copa Presidente de Emiratos Árabes Unidos (5): 1998–99, 2000–01, 2004–05, 2005–06, 2008–09
- Supercopa de los Emiratos Árabes Unidos (2): 2003, 2009
- Copa de Liga de los Emiratos Árabes Unidos (1): 2008-09
- Copa Federación de los Emiratos Árabes Unidos (2): 2004-05, 2005-06
- Copa de Clubes Campeones del Golfo (1): 2001
- Liga de Campeones de la AFC (1): 2003